# Hypsugo pulveratus
Hypsugo pulveratus (Peters, 1870) è un pipistrello della famiglia dei Vespertilionidi diffuso in Cina e Indocina.

## Descrizione

### Dimensioni
Pipistrello di piccole dimensioni, con la lunghezza della testa e del corpo tra 44 e 47 mm, la lunghezza dell'avambraccio tra 32 e 37 mm, la lunghezza della coda tra 32 e 38 mm, la lunghezza del piede tra 7 e 8 mm, la lunghezza delle orecchie tra 10,2 e 14 mm.

### Aspetto
La pelliccia è lunga e densa. Le parti dorsali sono nere-brunastre, con la punta dei peli bruno dorata. Le parti ventrali sono simili alle parti dorsali, ma con la punta dei peli più chiara. Le orecchie sono larghe, nerastre e con i margini chiari. Il trago è corto, sottile, arrotondato e leggermente curvato in avanti. Le membrane alari sono moderatamente larghe, con il quinto metacarpo lungo circa quanto il quarto e attaccate posteriormente alla base delle dita dei piedi. La punta della lunga coda si estende leggermente oltre l'ampio uropatagio.

## Biologia

### Comportamento
Si rifugia all'interno di grotte e talvolta anche in edifici.

### Alimentazione
Si nutre di insetti.

## Distribuzione e habitat
Questa specie è diffusa nelle province cinesi dell'Anhui, Shanghai, Fujian, Guangdong, Hong Kong, Yunnan, Sichuan, Shaanxi, Hunan, Guizhou, Jiangsu, sull'isola di Hainan e nel Vietnam settentrionale, Laos settentrionale e centrale, Thailandia settentrionale e Myanmar orientale.
Vive in affioramenti calcarei circondati da foreste pluviali semi-sempreverdi e foreste decidue secche fino a 1.080 metri di altitudine.

## Conservazione
La IUCN Red List, considerato il vasto areale, la popolazione presumibilmente numerosa e la presenza in diverse aree protette, classifica H.pulveratus come specie a rischio minimo (Least Concern)).